# Didolodontidae
Didolodontidae es una familia extinta de mamíferos placentarios del orden Condylarthra o quizá del orden Litopterna. Antiguamente fueron clasificados como arctocionios. Los fósiles de esta familia se hallaron en la Patagonia y fue nombrado por Florentino Ameghino en 1897. Durante la primera mitad del siglo XX fueron estudiados por George Gaylord Simpson. Son considerados ancestros del orden Litopterna y tal vez de otros órdenes de ungulados sudamericanos.
La familia dilodontidae consta de varios géneros, de los cuales el más conocido es Didolodus. Los fósiles consisten principalmente en cráneos, mandíbulas y restos dentales bunodontos. Eran animales de mediano tamaño, de unos 60 cm de largo. Eran coetáneos de los "condilartros" de Norteamérica y siguieron diversificándose cuando Suramérica-Antártida quedó aislada del resto de los continentes.

## Especies
- Asmithwoodwardia
- Escribania
- Ernestokokenia
- Lamegoia
- Paulacotoia
- Ricardocifellia
- Raulvaccia
- Salladolodus
- Saltaodus
- Xesmodon
- Megacrodon
- Lambdaconus
- Didolodus (Ameghino, 1897)